# Sjuglasvagnen

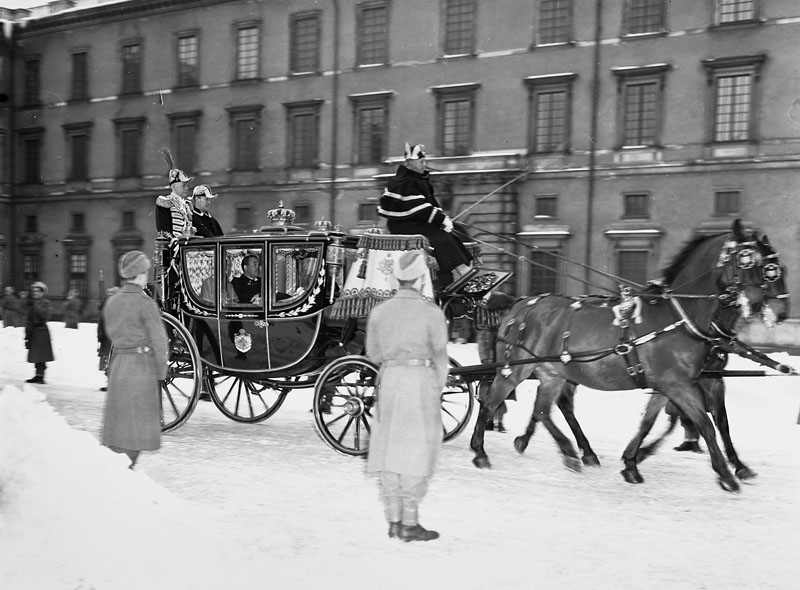
Gustaf VI Adolf och Prins Bertil i Sjuglasvagnen på inre borggården på väg till 1951 års riksdagsöppnade.

Sjuglasvagnen (även Jubileumsvagnen) är en sjuglasvagn byggd 1897 inför Oscar II:s 25-årsjubileum som svensk regent. Vagnen disponeras av Hovstallet och används numera bland annat vid audienser och statsbesök.
Det fanns också en tidigare vagn med samma namn som utnyttjades av lantmarskalken.